# Prioniturus
Prioniturus é um género de aves psitaciformes. O grupo inclui nove espécies de papagaios, nativos da Indonésia e Filipinas. Os papagaios do género Prioniturus distinguem-se dos restantes psitacídeos pelas duas penas centrais da cauda, mais longas que as restantes e ornamentadas.

## Espécies
- Prioniturus montanus
- Prioniturus waterstradti
- Prioniturus platenae
- Prioniturus luconensis
- Prioniturus discurus
- Prioniturus verticalis
- Prioniturus flavicans
- Prioniturus platurus
- Prioniturus mada